# Theridion grallator
Theridion grallator — вид аранеоморфних павуків родини павуків-тенетників (Theridiidae).

## Поширення
Ендемік Гавайських островів. Трапляється на островах Оаху, Молокаї, Мауї та Гаваї. Мешкає в тропічних лісах на висотах 300—2000 м над рівнем моря.

## Опис
Дрібний павук. Тіло струнке, завдовжки не більше 5 мм, напівпрозоре, жовтого кольору. Забарвлення черевця змінюється від жовтого до зеленого або помаранчевого, залежно від дієти. На черевці є візерунок з червоних, білих або чорних крапок або рисок. Візерунок є індивідуальним для кожної особини, а набір кольорів є унікальним для окремих популяцій виду. Трапляються також особини без візерунків.

## Спосіб життя
Вдень Theridion grallator ховається під листям рослин у сховку з тонкої павутини. Живиться невеликими комахами, переважно мухами Dolichopodidae і Drosophilidae. Павук не сидить у засідці, а воліє активне полювання.

## Розмноження
Самець шукає самицю на останній стадії линьки та очікує неподалік. Як тільки самиця завершить свою линьку, самець спаровується з нею. Самці гинуть незабаром після спарювання. Через кілька тижнів після копуляції самиця відкладає яйця у шовкові кокони, які міцно прикріплює до черевця короткою шовковою ниткою, поки яйця не вилупляться.